# Pristiphora lativentris
Pristiphora lativentris är en stekelart som först beskrevs av Thomson 1871.  Pristiphora lativentris ingår i släktet Pristiphora, och familjen bladsteklar. Arten är reproducerande i Sverige.